# Дорваль, Ален
Ален Дорваль (фр. Alain Dorval, настоящее имя Ален Фернан Жан-Мари Берже; 9 августа 1946, французский Алжир — 13 февраля 2024, Вильжюиф, департамент Валь-де-Марн, Франция) — французский актёр, наиболее известен как автор дубляжа Сильвестра Сталлоне, Ника Нолти и диснеевского персонажа Пита. В течение десяти лет он был ведущим радиостанций Skyrock и Ado FM5.

## Биография
Родился 9 августа 1946 года в городе Алжир.
Актёрское образование получил, окончив драматические курсы Рене Симона, а затем в Парижской высшей национальной консерватории драматического искусства. Начал свою артистическую карьеру как театральный актёр, но скоро случайно открыл для себя дубляж. В числе его работ с 1969 года фильмы «Человек желаний», «Отверженные», «Дама рассвета», «Новые приключения Видока» и другие. В 1976 году он стал французским голосом Сильвестра Сталлоне в фильме «Рокки», а затем и в «Рэмбо».
В конце 1980-х годов Ален Дорваль стал критиковать условия работы актёров дубляжа, которые имели тенденцию к ухудшению. В ответ на такую критику несколько студий внесли его имя в чёрный список, в результате (в фильмах, снятых Warner Bros) Сталлоне сначала дублировал Мишель Винье, а затем Ришар Дарбуа. Однако Ален Дорваль продолжил дублировать культового американского актёра в каждом втором фильме, чтобы наконец полностью восстановить свои позиции в этом вопросе в 2000-х годах.
Дорваль основал компанию, специализирующуюся на управлении акустическими системами, а затем, с конца 2000-х годов, управлял компанией, специализирующейся на создании чехлов для наушников.
Умер от онкологического заболевания в Институте Гюстава Русси в Вильжюифе 13 февраля 2024 года в возрасте 77 лет
Почти через год после смерти актёра его голос был воссоздан с помощью искусственного интеллекта для озвучивания Сильвестра Сталлоне в трейлере фильма «Броня», вышедшем в эфир в январе 2025 года. Это вызвало скандал в семье Дорваля. Действительно, дочь Дорваля, Аврора Берже, дала своё согласие на простые тесты, а не на эксплуатацию в СМИ и кинематографе. Поскольку результат, достигнутый искусственным интеллектом, был признан неприемлемым, студии дубляжа для озвучивания американского актёра в фильме выбрали Мишеля Винье.

## Личная жизнь
Был женат на актрисе Доминик Дюмон.
Дочь — французский политик, лидер парламентской фракции партии «Возрождение» (2022—2023), министр солидарности и семьи (2023) Аврора Берже; была замужем за политиком Николя Бэ.